# Burnell Tucker
Burnell Tucker est un acteur canadien, né en février 1935 à Terre-Neuve.

## Filmographie

### Cinéma
- 1964 : Docteur Folamour : l'assistant de Mandrake
- 1965 : L'Ombre de Satan : Derek
- 1965 : Dateline Diamonds (en) : Dale Meredith
- 1965 : Aux postes de combat : Bridge
- 1965 : Passeport pour l'oubli : l'opérateur radio canadien
- 1966 : Minibombe et Minijupes : le pilote
- 1967 : La Comtesse de Hong-Kong : le réceptionniste de l'hôtel
- 1967 : On ne vit que deux fois : le technicien de la tour de contrôle d'Hawaï
- 1967 : Les Douze Salopards : le médecin de l'armée
- 1967 : Some May Live (en) : Lawrence
- 1967 : Battle Beneath the Earth (en) : Jack Ambridge
- 1968 : 2001, l'Odyssée de l'espace : le photographe du site du TMA-1
- 1971 : Mr. Forbush and the Penguins (en) : le copilote
- 1972 : Oh le petit vilain ! (en) : le deuxième touriste américain
- 1975 : Rollerball : le capitaine des gardes de Jonathan
- 1976 : La Malédiction : un agent secret
- 1977 : Star Wars, épisode IV : Un nouvel espoir : Del Goren
- 1977 : Valentino : l'assistant réalisateur
- 1978 : Superman : un agent
- 1980 : Star Wars, épisode V : L'Empire contre-attaque : un officier de la Rébellion
- 1980 : Shining : un policier
- 1980 : Superman 2 : l'assistant de la Maison-Blanche
- 1980 : Flash Gordon : le copilote
- 1981 : Priest of Love : Earl Brewster
- 1981 : Ragtime : un journaliste
- 1981 : Reds : un mec de John Reed
- 1984 : La Dernière Victime (en) : M. Ralston
- 1984 : Lipstick and Blood : un touriste
- 1985 : Lifeforce, l'Étoile du mal : un agent de la NASA
- 1988 : Honor Bound (en) de Jeannot Szwarc : Steele
- 1999 : Opération Delta Force : Amiral Henshaw
- 2000 : U-571 : Amiral Duke
- 2000 : U.S. Seals : Amiral Travis Patterson
- 2001 : The Last Minute : un général de l'armée américaine
- 2001 : U.S. Seals II: The Ultimate Force (en) : Amiral Travis Patterson
- 2006 : Superman 2: The Richard Donner Cut : l'assistant de la Maison-Blanche
- 2009 : W.M.D. (en) : Eugene Bowman

### Télévision
- 1957 : Huntingtower, épisodes 3 et 6
- 1958 : Little Women (en), épisode 2 : un jeune homme
- 1962 : Suspense, saison 1, épisode Course for Collision : le troisième pilote
- 1963 : Le Saint, épisode Une paisible distraction : le réceptionniste (non crédité)
- 1965 : Le Saint, épisode Une belle fin : le deuxième accessoiriste (non crédité)
- 1968 : Les Champions, épisode L'Ennemi silencieux : un membre de l'équipage du sous-marin
- 1970 : Codename (en), épisode One for the Lobster Pot : Sergent U.S.
- 1970 : UFO, alerte dans l'espace, épisode Alerte sous les mers : Turner, pilote de l'Albatros
- 1971 : UFO, alerte dans l'espace, épisode Le Bruit du silence : Copilote du G.S.P. 4
- 1974 : Crown Court (en) : Joseph Berenson (3 épisodes)
- 1980 : Les Chroniques martiennes (en) : Bill Wilder (3 épisodes)
- 1983 : Bizarre, bizarre, saison 6, épisode  Le Déjeuner : Peter Blundell
- 1995 : Space Precinct, épisode Le Météore, 2e partie : un commandant du MIA
- 2006 : Je ne devrais pas être en vie, saison 2, épisode Trapped Under the Ice : Neil
- 2012 : Docteur Who, épisode Les Anges prennent Manhattan : Garner vieux